# It's a Mother
It's a Mother è il trentesimo album in studio del cantante statunitense James Brown, pubblicato nel 1969.

## Tracce
1. Mother Popcorn, Pt. 1 – 3:16
2. Mother Popcorn, Pt. 2 – 3:01
3. Mashed Potato Popcorn, Pt. 1 – 2:59
4. Mashed Potato Popcorn, Pt. 2 – 3:18
5. I'm Shook – 2:50
6. Popcorn With a Feeling – 2:56
7. The Little Groove Maker Me, Pt. 1 – 2:59
8. The Little Groove Maker Me, Pt. 2 – 2:18
9. Any Day Now – 3:29
10. If I Ruled the World – 4:01
11. You're Still Out of Sight – 3:07
12. Top of the Stack – 2:48